# 미광
미광은 반사망원경에서, 설계에 오차가 생기거나 거울의 반사각도, 곡률 등에 문제가 생겨 관측되는 이상한 빛을 정의한다. 이는 관측에 오차를 주며, 때로는 관측에 심각한 문제를 주기도 한다. 또한 고치기도 힘들어서 미광이 심한 망원경은 버려야 하는 경우가 다수다.

## 같이 보기
- 글레어
- 렌즈 플레어